# Чемпионат Республики Корея по кёрлингу среди женщин
Чемпионат Республики Корея по кёрлингу среди женщин (кор. 한국컬링선수권대회, англ. Korean Women's Curling Championship) — ежегодное соревнование женских команд Республики Корея по кёрлингу. Проводится с сезона 2002—2003. Организатором является Ассоциация кёрлинга Республики Кореи (кор. 한국의 컬링 협회 공화국, англ. Curling Association Republic of Korea).
Проводится обычно одновременно и в одном городе с чемпионатом Республики Корея по кёрлингу среди мужчин.
Победитель чемпионата получает право до следующего чемпионата представлять Республику Корея на международной арене как женская сборная Республики Корея.

## Годы, места проведения и команды-призёры
Составы команд указаны в порядке: четвёртый, третий, второй, первый, запасной; cкипы выделены полужирным шрифтом.
| Год, город    | Золото                                                                                              | Серебро                                                                                              | Бронза                                                                                                |
|               | | | |
| 2011 Ыйджонбу | Gyeonggi-do Athletic Association Ким Джисон, Ли Сыльби, Син Мисон, Ким Ынджи, запасной: Ли Хёнджон  | Jeonbuk Provincial Office Kim Ji-seok, Jung Jin-sook, Park Mi-hee, Joo Yun-hwa, запасной: Kang Yu-ri | Gyeongbuk Athletic Association Ким Ын Джон, Ким Минджон, Ким Ён Ми, Lee Seon-mi, запасной: Oh Eun-jin |
| 2011 Ыйджонбу | Gyeonggi-do Athletic Association Ким Джисон, Ли Сыльби, Син Мисон, Ким Ынджи, запасной: Ли Хёнджон  | Jeonbuk Provincial Office Kim Ji-seok, Jung Jin-sook, Park Mi-hee, Joo Yun-hwa, запасной: Kang Yu-ri | Sungshin Women's University Ahn Jin-hee, Ом Минджи, Shin Su-yeon, Jeong Mi-yeon                       |
| 2012 Ыйджонбу | Gyeongbuk Athletic Association Ким Ын Джон, Ким Гён Э, Ким Сон Ён, Ким Ён Ми, запасной: Ким Минджон | Sungshin Women's University Ahn Jin-hee, Ом Минджи, Shin Su-yeon, Jeong Mi-yeon                      | Gyeonggi-do Athletic Association Ким Джисон, Ли Сыльби, Син Мисон, Ким Ынджи, запасной: Ли Хёнджон    |
| 2013 Чхунчхон | Gyeonggi Provincial Gouvernment Ким Джисон, Ли Сыльби, Ом Минджи, Ким Ынджи, запасной: Син Мисон    | Gyeongbuk Athletic Association Ким Ын Джон, Ким Гён Э, Ким Сон Ён, Ким Ён Ми, запасной: Ким Минджон  | Soongsil University Ким Су Джи, Park Jung-hwa, Jung Hae-jin, Kim Hye-in                               |
| 2014 Чонджу   | Gyeongbuk Athletic Association Ким Ын Джон, Ким Гён Э, Ким Сон Ён, Ким Ён Ми, запасной: Ким Минджон | Soongsil University Ким Су Джи, Park Jung-hwa, Woo Soo-bin, Kim Hye-in, запасной: Kim Ye-hyeon       | Jeonbuk Curling Federation Ahn Jin-hee, Kang Yu-ri, Kim Eun-bi, Hwang Bo-ram, запасной: Kim Ji-sook   |
| 2015 Ичхон    | Gyeonggi Provincial Gouvernment Ким Ынджи, Ли Сыльби, Ом Минджи, Ём Юн Джон, запасной: Ким Джисон   | Soongsil University Ким Су Джи, Park Jung-hwa, Woo Soo-bin, Kim Hye-in, запасной: Kim Ye-hyeon       | Gyeongbuk Athletic Association Ким Ын Джон, Ким Гён Э, Ким Сон Ён, Ким Ён Ми, запасной: Ким Минджон   |
| 2016 Ыйсон    | Gyeongbuk Athletic Association Ким Ын Джон, Ким Гён Э, Ким Сон Ён, Ким Ён Ми, запасной: Ким Чхо Хи  | Song Hyun High School B Ким Мин Джи, Ким Хе Рин, Kim Ji-yeon, Ян Тхэ И, запасной: Ким Су Джин        | Gyeonggi Provincial Gouvernment Ким Ынджи, Ли Сыльби, Ом Минджи, Ким Джисон, запасной: Ём Юн Джон     |
| 2017 Ичхон    | Gyeongbuk Athletic Association Ким Ын Джон, Ким Гён Э, Ким Сон Ён, Ким Ён Ми                        | Song Hyun High School E Ким Мин Джи, Ким Хе Рин, Ян Тхэ И, Ким Су Джин, запасной: Kim Myung-joo      | Gyeonggi Provincial Gouvernment Ким Ынджи, Ом Минджи, Ли Сыльби, Ём Юн Джон, запасной: Соль Е Ын      |
| 2018 Чинчхон  | Chuncheon City Hall Ким Мин Джи, Ким Хе Рин, Ян Тхэ И, Ким Су Джин                                  | Gyeongbuk Athletic Association Ким Ын Джон, Ким Гён Э, Ким Сон Ён, Ким Ён Ми, запасной: Ким Чхо Хи   | Gyeonggi Provincial Gouvernment Ким Ынджи, Ом Минджи, Соль Е Ын, Соль Е Джи                           |
| 2019 Каннын   | Gyeonggi Provincial Gouvernment Ким Ынджи, Ом Минджи,Ким Су Джи, Соль Е Ын, запасной: Соль Е Джи    | Chuncheon City Hall Ким Мин Джи, Ха Сын Ён, Ким Хе Рин, Ким Су Джин, запасной: Ян Тхэ И              | Gyeongbuk Athletic Association Ким Гён Э, Ким Чхо Хи, Ким Сон Ён, Ким Ён Ми, запасной: Ким Ын Джон    |
| 2020 Каннын   | Gyeongbuk Athletic Association Ким Ын Джон, Ким Гён Э, Ким Чхо Хи, Ким Сон Ён, запасной: Ким Ён Ми  | Gyeonggi Provincial Gouvernment Ким Ынджи, Соль Е Джи, Ким Су Джи, Соль Е Ын                         | Chuncheon City Hall Ким Мин Джи, Ха Сын Ён, Ким Хе Рин, Ким Су Джин, запасной: Ян Тхэ И               |
| 2021 Каннын   | Gangneung City Hall Ким Ын Джон, Ким Гён Э, Ким Чхо Хи, Ким Сон Ён, запасной: Ким Ён Ми             | Chuncheon City Hall Ким Мин Джи, Ха Сын Ён, Ким Хе Рин, Ким Су Джин, запасной: Ян Тхэ И              | Gyeonggi Provincial Gouvernment Ким Ынджи, Соль Е Джи, Ким Су Джи, Соль Е Ын, запасной: Park Yu-bin   |
| 2022 Чинчхон  | Chuncheon City Hall Ха Сын Ён, Ким Хе Рин, Ян Тхэ И, Ким Су Джин                                    | Gyeonggi Provincial Gouvernment Ким Ынджи, Ким Мин Джи, Ким Су Джи, Соль Е Ын, запасной: Соль Е Джи  | Jeonbuk Provincial Office Shin Ga-yeong, Lee Ji-yeong, Song Yu-jin, Shin Eun-jin                      |
| 2023 Каннын   | Gyeonggi Province Ким Ынджи, Ким Мин Джи, Ким Су Джи, Соль Е Ын, запасной: Соль Е Джи               | Gangneung City Hall Ким Ын Джон, Ким Гён Э, Ким Чхо Хи, Ким Сон Ён, запасной: Ким Ён Ми              | Chuncheon City Hall Ха Сын Ён, Ким Хе Рин, Ян Тхэ И, Ким Су Джин                                      |
| 2024 Ыйджонбу | Gyeonggi Province Ким Ынджи, Ким Мин Джи, Ким Су Джи, Соль Е Ын, запасной: Соль Е Джи               | Chuncheon City Hall Ха Сын Ён, Ким Хе Рин, Ян Тхэ И, Ким Су Джин, запасной: Park Seo-jin             | Gangneung City Hall Ким Ын Джон, Ким Гён Э, Ким Чхо Хи, Ким Сон Ён, запасной: Ким Ён Ми               |
| 2025 Ыйджонбу | Gyeonggi Province Ким Ынджи, Ким Мин Джи, Ким Су Джи, Соль Е Ын, запасной: Соль Е Джи               | Chuncheon City Hall Ха Сын Ён, Ким Хе Рин, Ян Тхэ И, Ким Су Джин, запасной: Park Seo-jin             | Jeonbuk Province Kang Bo-bae, Shim Yu-jeong, Kim Min-seo, Kim Ji-soo, запасной: Lee Bo-yeong          |